# Stockholm Fetish Weekend
Stockholm Fetish Weekend (SFW) är en festival som startade 2009 och som hålls årligen i Stockholm inriktad på fetischism och BDSM. Under festivalhelgen anordnas fester, workshops, modeshower, seminarier, filmvisningar samt en loppmarknad. Initiativtagare till festivalen är föreningen Dekadance som är en av Nordens största sexualpolitiska föreningar och som anordnade festivalen första gången på sitt femårsjubileum. Dekadance har genom åren samverkat med andra klubbar såsom SLM, Club Sade, Whip Club och Club Abzint under paraplyet Kinky Collaboration. Festivalen kan betraktas som Sveriges motsvarighet till San Franciscos liksom Berlins Folsom Street. Bland kända namn som medverkat under festivalen kan nämnas den amerikanska sexualupplysaren och BDSM-aktivisten Mollena Williams. 2009 gjordes ett världsrekordsförsök i shibari där över 50 personer avsågs bindas samman.    